# Ottilienkapelle (Rottweil)

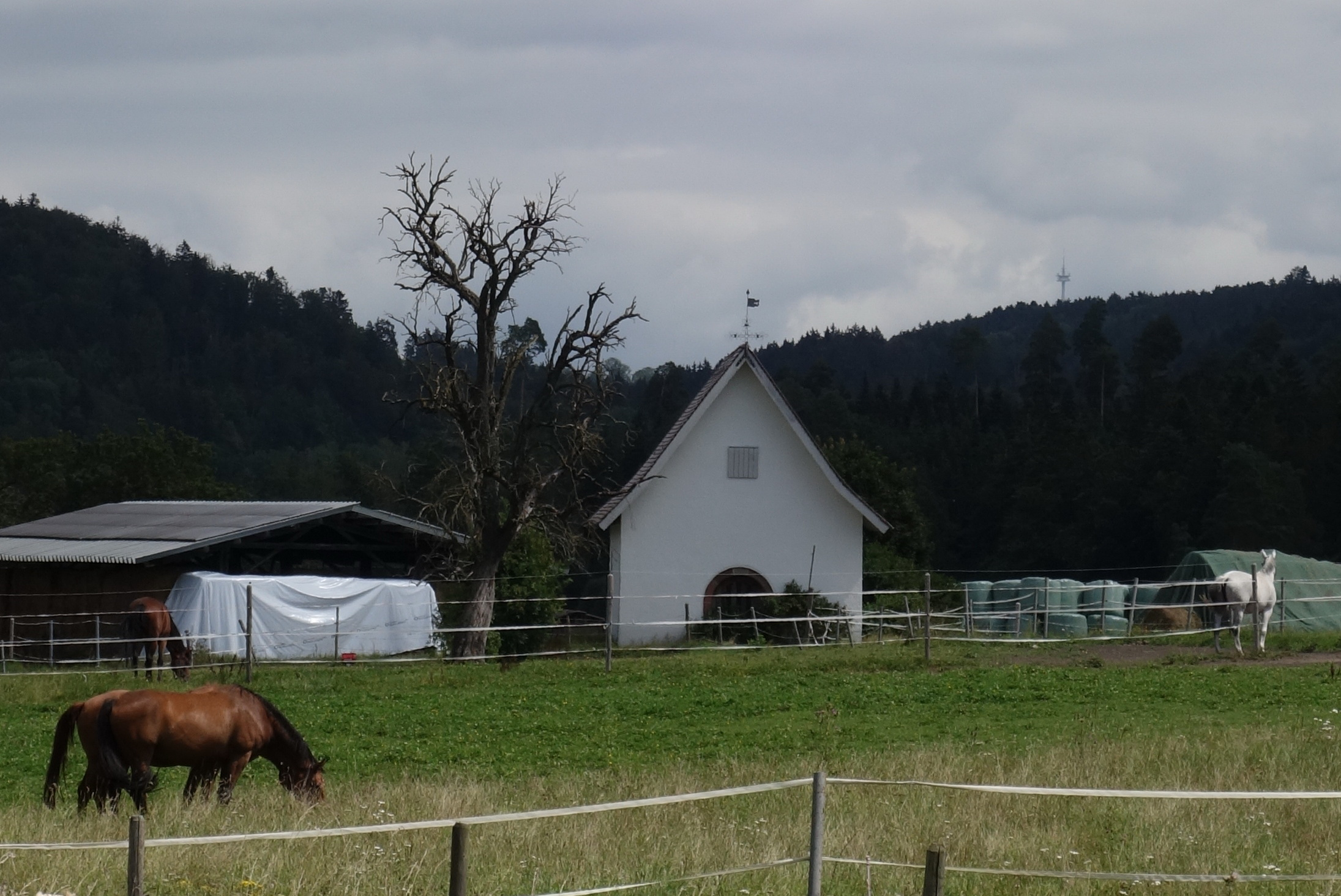
Ottilienkapelle am Hardthaus

Die Ottilienkapelle, auch Hardthauskapelle genannt, ist ein geschütztes Kulturdenkmal auf dem Gebiet der Stadt Rottweil in Baden-Württemberg. Die Kapelle steht beim Hofgut Hardthaus zwischen Rottweil und dem Stadtteil Neukirch nahe der Bundesstraße 27.

## Geschichte und Architektur
Die Kapelle wurde 1558 erstmals erwähnt. Dendrochronologische Untersuchungen der Dachbalken zeigen, dass zumindest das Dach des heutigen Gebäudes in den Jahren 1668/69 errichtet wurde. Die Kapelle war die Dorfkirche des abgegangenen Dorfes Briel, die dem Heiligen Cyriakus geweiht war. Nach zwischenzeitlicher Profanierung im Jahr 1810 wurde sie 1855 wieder geweiht und wird seither als Ottilienkapelle bezeichnet. In der Beschreibung des Oberamtes Rottweil wird sie als „stark besuchter Wallfahrtsort“ beschrieben. 1970 und 2010 erfolgten grundlegende Sanierungen.
Es handelt sich um einen rechteckigen Kapellenbau. Das Satteldach schwingt nach außen leicht aus. Sie besitzt je ein Fenster an den Traufseiten und ein Rundbogenportal mit Sandsteingewände an der südwestlichen Giebelseite. Auf dem Giebel befindet sich ein schmiedeeisernes Kreuz.